# Laudach
Die Laudach ist ein Fluss im österreichischen Bundesland Oberösterreich. Sie ist insgesamt rund 22 km lang und damit der größte Nebenfluss der Alm. Der Name Laudach ist ein Artname und leitet sich vom althochdeutschen Wort „aha“ (Ache) und dem Adjektiv „lût“ (laut) ab und verweist somit auf das Rauschen des Baches.

## Lauf
Die größere Äußere Laudach ist der Abfluss des Laudachsees in Gmunden. Sie passiert von Süden her die Gemeindegebiete von St. Konrad, Gschwandt, Kirchham und Vorchdorf.
Der Nebenfluss, die Innere Laudach (oder auch Dürre Laudach), entspringt im Gemeindegebiet von Kirchham. Sie wird aus den beiden Quellflüssen Platzbach und Edlbach gebildet. Das Wasser beziehen sie von den hufeisenförmig um den Kirchhamer Ortsteil Hagenmühle gelagerten Hügeln Wiesberg, Hacklberg und Feichtenberg. Ebenfalls von südlicher Richtung kommend mündet dieser rechte Nebenfluss nördlich des Ortszentrums von Vorchdorf in die (äußere) Laudach.
Die Laudach mündet etwa 5 km nach dem Zusammenfluss der Äußeren und Inneren Laudach, mehrmals unterbrochen von kleinen Wehren, im südlichen Gemeindegebiet von Bad Wimsbach in die Alm.
Entlang der Laudach findet sich eine Anzahl künstlich angelegter Teiche.